# Battaglia di Krivasoo
La Battaglia di Krivasoo (in estone: Krivasoo lahing) fu combattuta nella palude dell'omonimo villaggio dal 18 novembre al 30 dicembre 1919 durante la Guerra d'indipendenza estone tra l'Esercito estone e l'Armata Rossa; fu, inoltre, l'ultimo conflitto che diede fine alla guerra d'indipendenza estone, rendendo l'Estonia libera dal dominio russo.